# 윈도우 임베디드 인더스트리
윈도우 임베디드 인더스트리(Windows Embedded Industry, 이전 이름: 윈도우 임베디드 포스레디/Windows Embedded POSReady)는 POS기기를 위한 윈도우이다. 포스레디 2009와 포스레디 7이 존재한다. 윈도우 포스레디 2009의 연장지원은 2019년에 끝났고, 윈도우 임베디드 포스레디 7의 지원은 2021년에 끝났다.후속 버전은 윈도우 임베디드 8 (8.1) 인더스트리 프로이다.

## 릴리스

### WEPOS
윈도우 XP SP2에 기반하며 POS 상황에 사용되도록 설계된 WEPOS(Windows Embedded for Point of Service)는 마이크로소프트의 윈도우 임베디드 계열의 제품들을 확장하였다. 윈도우 업데이트 에이전트를 사용하여 기존 설치, 배치된 이미지를 업데이트할 수 있는 최초의 윈도우 임베디드 버전이었다.

### 윈도우 임베디드 POSReady 2009
윈도우 XP SP3에 기반을 둔 이 버전은 POS를 위해 윈도우 임베디드에 더 많은 기능을 추가하였는데, 이를테면 완전한 지역화와 XPS 지원을 들 수 있다. (닷넷 프레임워크 3.5 이상이 설치된 경우)
인터넷 익스플로러 7과 윈도우 미디어 플레이어 11이 기본 설치되며, 인터넷 익스플로러 8로 업데이트할 수 있다. 2019년 4월 9일에 지원이 종료되었다.

### 윈도우 임베디드 POSReady 7
윈도우 임베디드 POSReady 7은 윈도우 7 플랫폼에 기반한 윈도우 임베디드 인더스트리의 최초 버전이다. 2011년 7월 1일 출시되었다.
윈도우 7과 동일하게 인터넷 익스플로러 8과 윈도우 미디어 플레이어 12가 기본 설치되며, 인터넷 익스플로러 11로 업데이트할 수 있다.

### 윈도우 임베디드 8 인더스트리
윈도우 8에 기반한, 윈도우 임베디드 8 인더스트리는 2013년 4월 2일에 출시되었다. 프로, 엔터프라이즈 버전으로 이용 가능하다.

### 윈도우 임베디드 8.1 인더스트리
윈도우 8.1 기반의 윈도우 임베디드 8.1 인더스트리는 2013년 10월 17일 출시되었다. 8 인더스트리와 마찬가지로 프로, 엔터프라이즈 버전으로 이용 가능하다. 윈도우 임베디드 8.1 인더스트리 업데이트는 2014년 4월 16일 배포되었다.
| OS                                    | RAM   | HDD    |
| ------------------------------------- | ----- | ------ |
| Windows Embedded for Point of Service | 64 MB | 380 MB |
| Windows Embedded POSReady 2009        | 64 MB | 480 MB |
| Windows Embedded POSReady 7           | 1 GB  | 16 GB  |
| Windows Embedded 8 Industry           | 1 GB  | 16 GB  |
| Windows Embedded 8.1 Industry         | 1 GB  | 16 GB  |

## 다국어 지원
클라이언트용 윈도우와는 다르게 영어로만 제공되며, 언어팩을 따로 설치해야 해당 언어로 사용이 가능하다. 또한 인터넷 익스플로러와 같은 시스템 구성 요소를 업데이트할 경우에는 일단 영어로 설치한 뒤, 해당 언어팩을 따로 설치해야 한다.
POSReady 2009 설치 중 시스템 로케일을 한국어로 설정하면 역슬래시(\)가 엔화 기호(¥)로 표시되는 버그가 있는데, 설치할 때는 일단 기본 설정(영어(미국))으로 두고 언어팩 설치 시 로케일을 같이 바꾸면 문제가 발생하지 않는다. 참고로 윈도우 구형 PC를 위한 펀더멘털에도 같은 버그가 있다.